# فرضیه سانشی

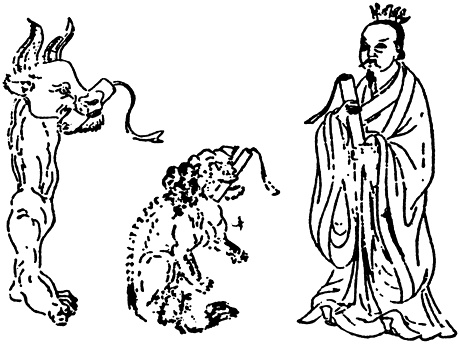
تصویر سانشی "سه جسد" مربوط به (حدود قرن نهم) چو سانشی، جیوچونگ، بائوشنجینگ

فرضیه سانشی (انگلیسی: Three Corpses) یک عقیده یا مفهوم فیزیولوژیکی تائوئیسم است که موجودات اهریمنی در بدن انسان زندگی می‌کنند و به دنبال تسریع مرگ میزبان خود هستند. این سه انگل فراطبیعی ظاهراً در بدو تولد وارد شخص می‌شوند و در سه "انرژی دانتیان" زندگی می‌کنند. مراکز  به ترتیب در داخل سر، سینه و شکم قرار دارند و پس از مرگ میزبان انسانی آنها از بدن آزاد شده و به ارواح بدخواه تبدیل می‌شوند.